# 라스베가스를 떠나며
《라스베가스를 떠나며》(Leaving Las Vegas)는 미국에서 제작된 마이크 피기스 감독의 1995년 로맨스 비극, 드라마 영화이다. 니콜라스 케이지는 이 영화로 68회 아카데미 남우주연상을 수상하였으며, 엘리자베스 슈 도 여우주연상 후보에 올랐다. 릴라 카제스 등이 제작에 참여하였다.니콜라스 케이지는 이 영화의 역할을 위해 실제 알콜중독자들을 만나 짧지않은동안 세심한 관찰을 해온것으로 알려졌다.
라스베가스를 떠나며는 35mm 필름 대신 슈퍼 16mm 필름으로 촬영되었다.

## 출연

### 주연
- 니콜라스 케이지
- 엘리자베스 슈

### 조연
- 줄리안 샌즈
- 리차드 루이스
- 스티븐 웨버
- 킴 애덤스
- 에밀리 프록터
- 발레리아 골리노

## 기타
- 원작자: 존 오브라이언
- 라인프로듀서: 마크 S. 피셔
- 미술: 왈드마 캘린노우스키
- 세트: 플로렌스 펠만
- 의상: 로라 골드스미스
- 배역: 캐리 프라지어

## 한국어 더빙 성우진(KBS, 1998년 3월 22일)
- 김세한 - 벤 (니콜라스 케이지)
- 안경진 - 세라 (엘리자베스 슈)
- 장광 - 유리 (줄리안 샌즈)
- 안종국
- 김태연
- 최수민
- 김태웅
- 문관일
- 홍승섭
- 김순영
- 구자형
- 이선

## 수상 내역
- 1995 43회 산세바스티안국제영화제(은조개상 - 감독상, 은조개상 - 남우주연상)
- 1995 60회 뉴욕 비평가 협회상(작품상, 남우주연상)
- 1996 68회 미국 아카데미 시상식(남우주연상)
- 1996 8회 시카고 비평가 협회상(남우주연상, 여우주연상)
- 1996 2회 미국 배우 조합상(영화부문 남우주연상)
- 1996 53회 골든 글로브 시상식(남우주연상-드라마)
- 1996 21회 LA 비평가 협회상(작품상, 감독상, 남우주연상, 여우주연상)
- 1996 30회 전미 비평가 협회상(감독상, 여우주연상, 남우주연상)